# Conus diminutus
Conus diminutus is een in zee levende slakkensoort uit het geslacht Conus. De slak behoort tot de familie Conidae. Conus diminutus werd in 1986 beschreven door Trovão & Rolán. Net zoals alle soorten binnen het geslacht Conus zijn deze slakken roofzuchtig en giftig. Zij bezitten een harpoenachtige structuur waarmee ze hun prooi kunnen steken en verlammen.